# Richard Felix Kaszemeik
Richard Felix Kaszemeik (* 19. September 1914 in Erfurt; † 27. November 1944) war Mitglied der Deutschen Friedensgesellschaft und wurde wegen Wehrdienstverweigerung zum Tode verurteilt.
Richard Felix Kaszemeik machte eine kaufmännische Ausbildung. 1929 trat er der Deutschen Friedensgesellschaft bei und leistete 1932 freiwilligen Arbeitsdienst bei der Stadt Erfurt. 1933 bis 1935 war er bei der Stadt Erfurt angestellt. Mit 21 Jahren verweigerte er im Jahre 1935 den Militärdienst und wurde aus dem städtischen Dienst mit politischer Begründung entlassen. Danach war er bei der Firma Opel - Erfurt angestellt. 1936 wurde er wegen Gehorsamsverweigerung zu Arrest verurteilt. Nach mehreren abgesessenen Haftstrafen wurde er aus der Wehrmacht entlassen, jedoch 1942 erneut einberufen. Aufgrund seiner erneuten Verweigerung wurde er am 28. September 1942 vom Reichskriegsgericht wegen „Wehrkraftzersetzung“ zum Tode verurteilt. Das Urteil wurde später abgemildert. 1944 wurde er erneut an die Front geschickt. Am 27. Oktober 1944 wurde er wegen „Fahnenflucht“ zum Tode verurteilt. In seinem Abschiedsbrief ist zu lesen: „Ich will weiter nichts schreiben, ich will auch nicht über meine Richter urteilen. Gott wird alles richten und gut machen. Nur eines will ich schreiben: Ich bin glücklich, in diesem Kriege und in meinem Leben keinen Menschen getötet oder ein Leid zugefügt zu haben.“
Am 27. November 1944 wurde Richard Felix Kaszemeik als Deserteur erschossen. Die Evangelische Kirche in Deutschland würdigt ihn als Märtyrer.